# هیوندای آتوس
هیوندایی آتوس (Hyundai Atos) خودرویی است که از سال ۱۹۹۷ تاکنون در کره جنوبی، چنای، هند، اندونزی، مالزی و مکزیک تولید شده‌است.
این خودرو در کلاس خودرو شهری قرار گرفته، طراحی آن خودروهای موتور جلو-محور جلو بوده طول آن در حالت طبیعی ۳٬۴۹۵ میلیمتر (۱۳۷٫۶ اینچ)، عرض آن در حالت طبیعی ۱٬۴۹۵ میلیمتر (۵۸٫۹ اینچ) و ارتفاع آن در حالت طبیعی ۱٬۵۸۰ میلیمتر (۶۲٫۲ اینچ) است. این خودرو اتومبیلی جمع‌وجور است، که برای رقابت با خودروهای فورد کا و فولکس‌واگن لوپو عرضه گردید. نسل دوم آتوس در سال ۲۰۰۲ و نسل سوم آن نیز در سال ۲۰۰۴ وارد بازار شد. از تابستان ۲۰۰۴ عرضه آتوس تنها در اروپا متوقف شد و هیوندای گتز جایگزین این مدل گردید. از سال ۲۰۰۸ نیز هیوندای آی۱۰ جای آن را در اروپا پر کرد. هیوندای آتوس در کشور هند تا نوامبر ۲۰۱۸ به فروش می‌رسید.

## نگارخانه

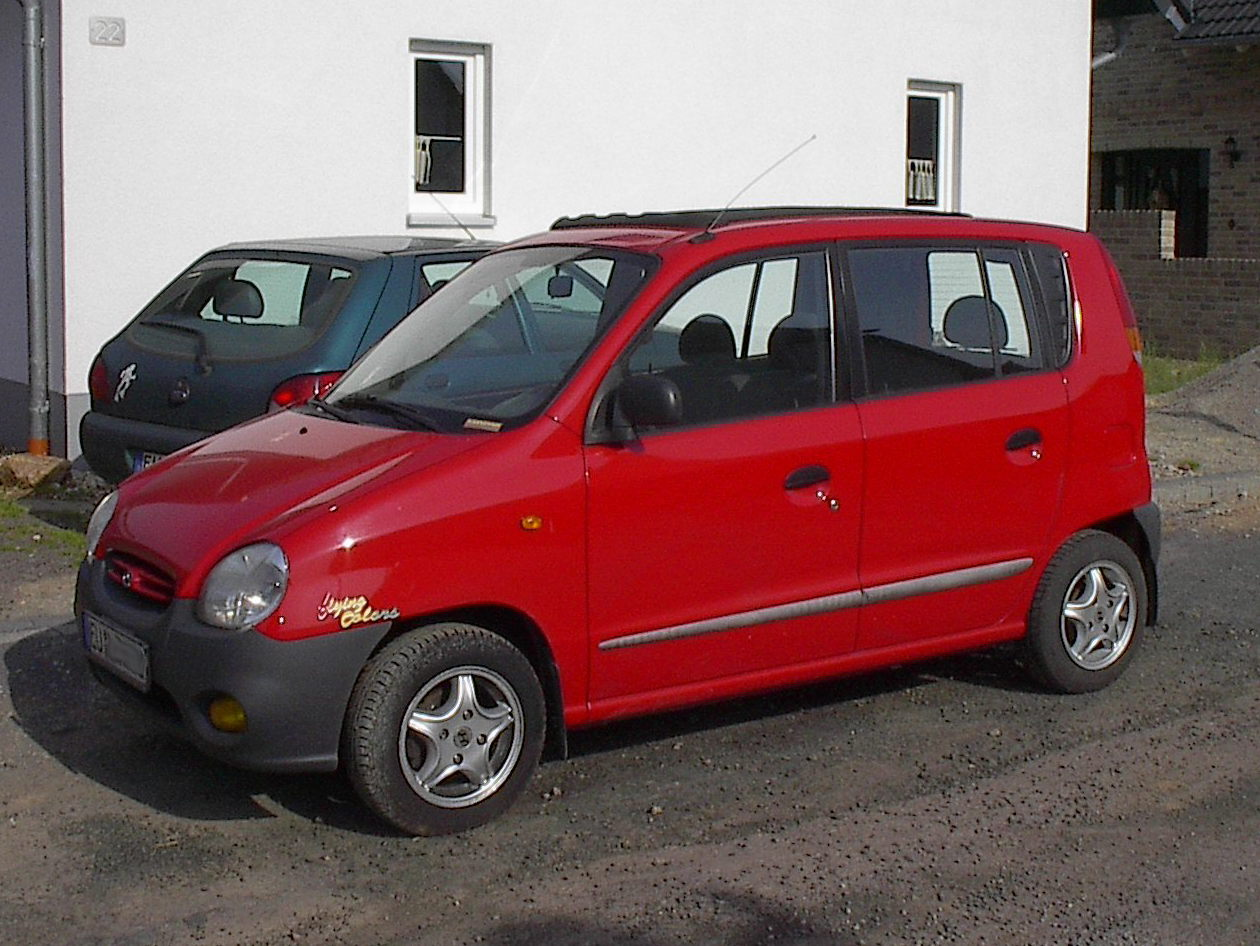
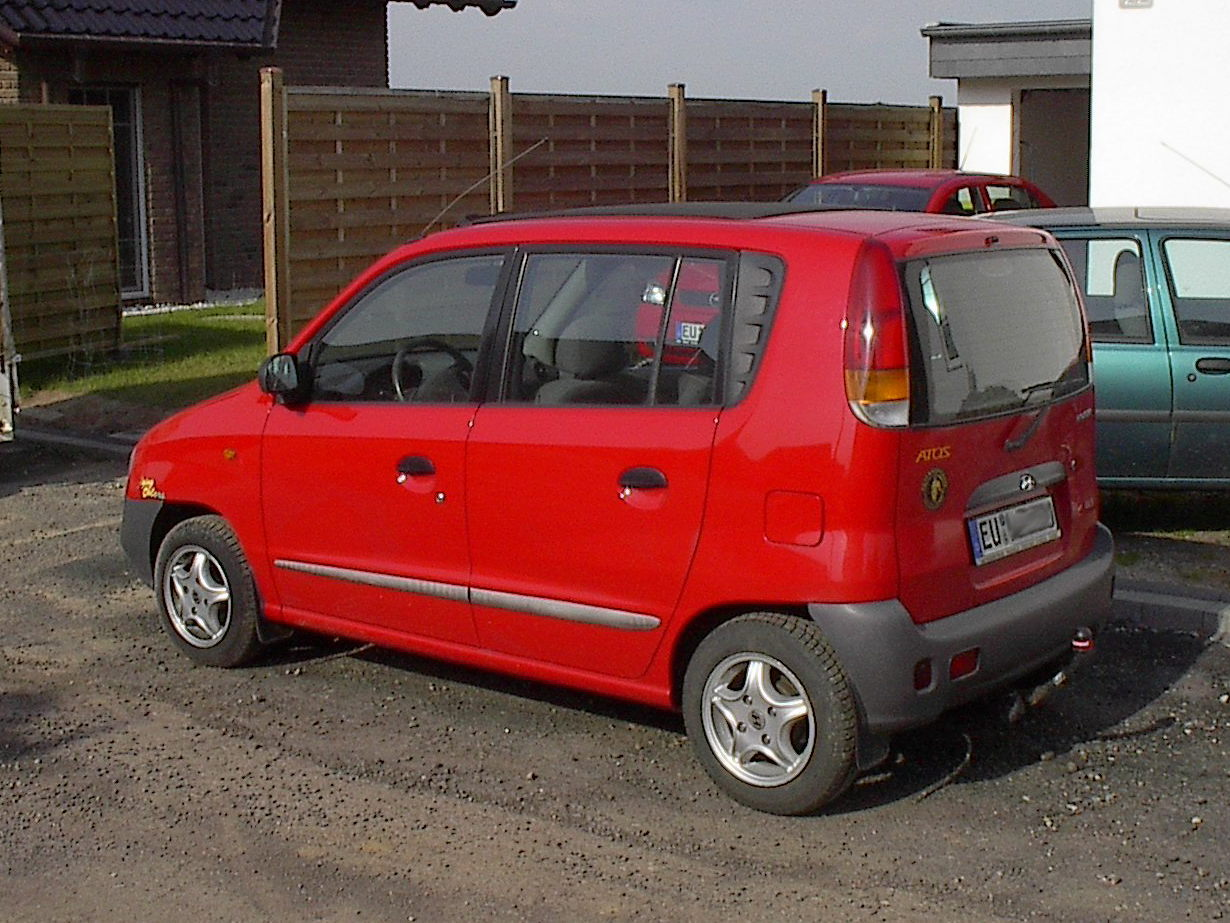
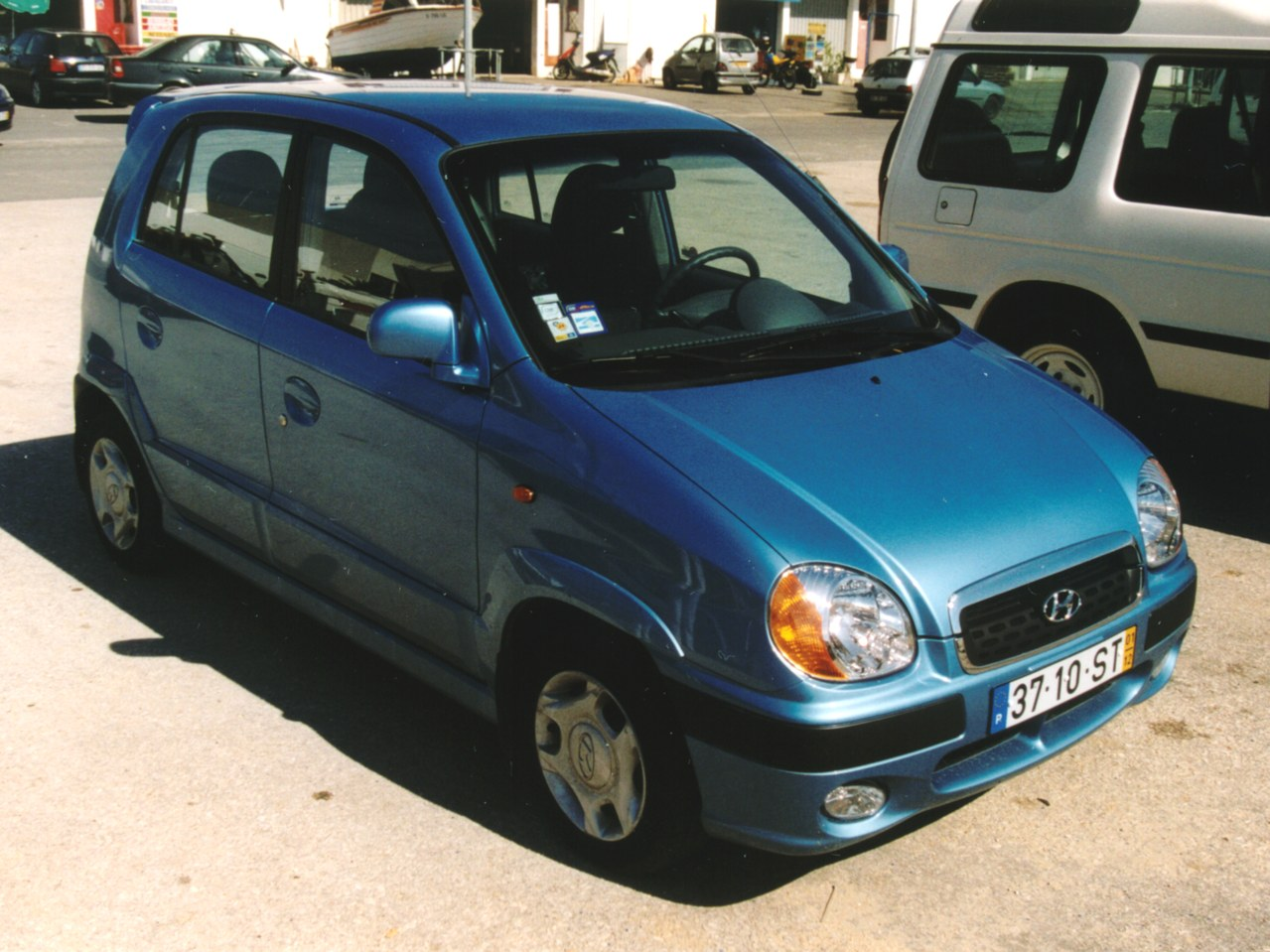
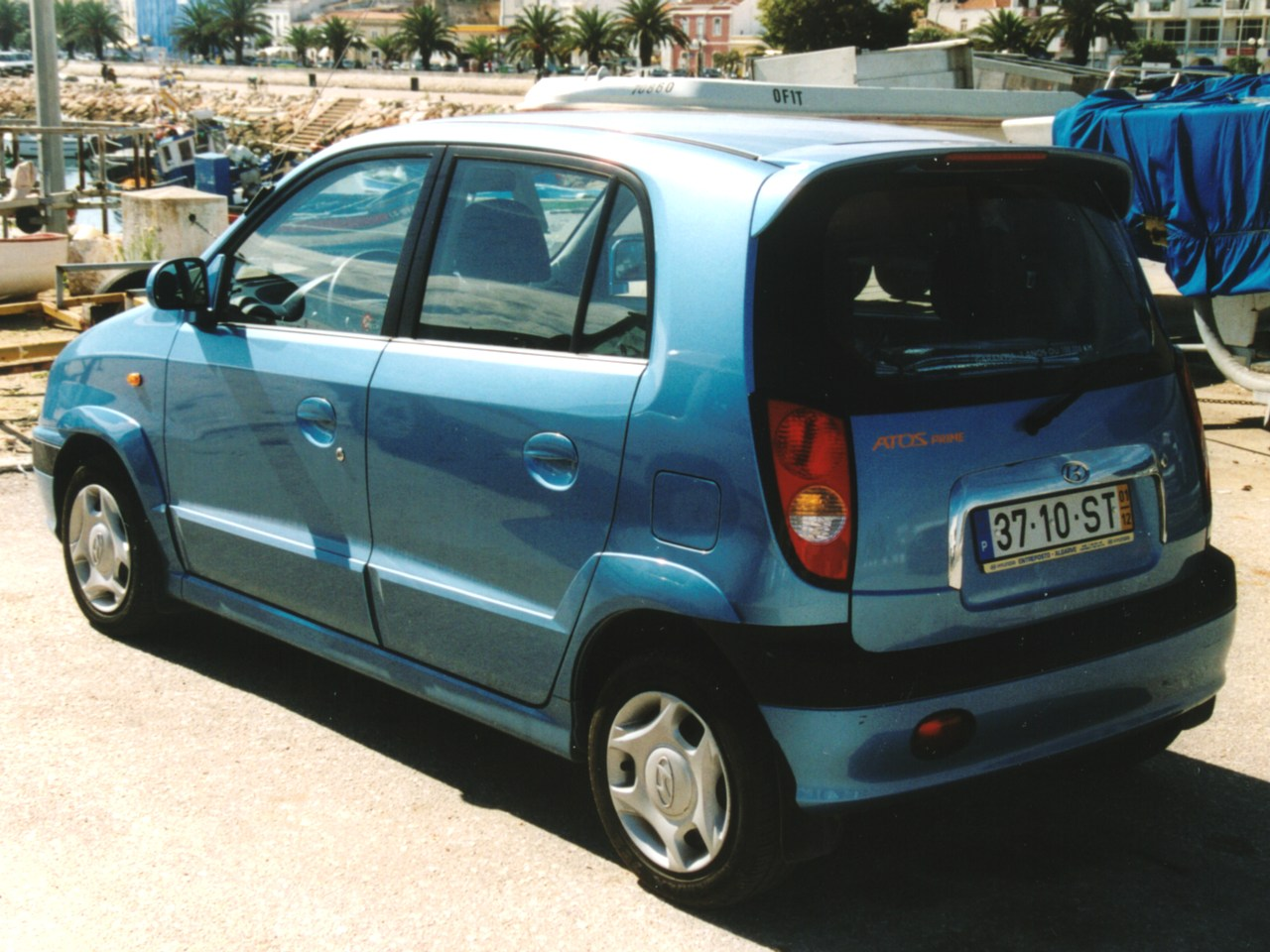